# Efeitos Tour 2011
Efeitos Tour 2011 é o primeiro álbum ao vivo do cantor sertanejo Cristiano Araújo, lançado em 2011, trazendo a canção que intitula o álbum "Efeitos", que foi o primeiro sucesso de sua carreira e contou a participação de Jorge (da dupla Jorge & Mateus). O álbum também trouxe as participações de Gusttavo Lima, Humberto & Ronaldo, do pai João Reis, entre outros. Até abril de 2010, era um anônimo, inclusive no meio sertanejo. Sem gravadora, investidor ou escritório de peso, Cristiano gravou um DVD modesto no início de 2011, que trazia "Efeitos" como principal aposta. Em agosto, o cantor ficou em segundo lugar na disputa do "Garagem do Faustão" e, por causa da música, abriu o primeiro dia do Sertanejo Pop Festival, em São Paulo.

## CD

### Faixas
| N.º            | Título                                                                  | Duração  |  |
| 1.             | "Efeitos" (part. Jorge)                                                 | 3:18     |  |
| 2.             | "Nem Pintada de Ouro"                                                   | 3:10     |  |
| 3.             | "Te Odeio, Te Adoro"                                                    | 2:22     |  |
| 4.             | "É Fato" (part. Gusttavo Lima)                                          | 3:06     |  |
| 5.             | "Novela Que Não Sai do Ar"                                              | 2:29     |  |
| 6.             | "Bebendo, Cantando e Chorando"                                          | 3:18     |  |
| 7.             | "Simples Assim" (part. Humberto & Ronaldo)                              | 2:43     |  |
| 8.             | "O Quanto Nosso Amor Valeu"                                             | 2:41     |  |
| 9.             | "Puro Fogo"                                                             | 3:23     |  |
| 10.            | "Você Vai Ficar Em Mim"                                                 | 3:03     |  |
| 11.            | "Você Mudou (Making Love Out of Nothing at All)"                        | 3:44     |  |
| 12.            | "Nosso Amor Já Era"                                                     | 3:21     |  |
| 13.            | "Vem Fazer Amor Comigo"                                                 | 3:05     |  |
| 14.            | "Nosso Amor Deu Liga"                                                   | 3:39     |  |
| 15.            | "Pot-Pourri: Mal Acostumada / Cara a Cara, Frente a Frente"             | 3:31     |  |
| 16.            | "Pot-Pourri: Você Ainda Vai Voltar / Saudade Bandida" (part. João Reis) | 4:31     |  |
| 17.            | "Meninas do Buteco"                                                     | 4:00     |  |
| 18.            | "Relaxa"                                                                | 2:51     |  |
| 19.            | "Out Door" (part. Willian & Marcelo)                                    | 3:04     |  |
| 20.            | "Cuida de Mim Todo Dia" (part. Lucas & Diogo)                           | 2:26     |  |
| Duração total: | Duração total:                                                          | 01:02:20 |  |

## DVD
| Faixas         |                                                                         |          |  |
| N.º            | Título                                                                  | Duração  |  |
| 1.             | "Abertura/Te Odeio, Te Adoro"                                           |          |  |
| 2.             | "Nem Pintada de Ouro"                                                   |          |  |
| 3.             | "Vem Fazer Amor Comigo"                                                 |          |  |
| 4.             | "Novela Que Não Sai do Ar"                                              |          |  |
| 5.             | "Simples Assim" (part. Humberto & Ronaldo)                              |          |  |
| 6.             | "Bebendo, Cantando e Chorando"                                          |          |  |
| 7.             | "O Quanto o Nosso Amor Valeu"                                           |          |  |
| 8.             | "Nosso Amor Já Era"                                                     |          |  |
| 9.             | "Pot-Pourri: Você Ainda Vai Voltar / Saudade Bandida" (part. João Reis) |          |  |
| 10.            | "Você Vai Ficar Em Mim"                                                 |          |  |
| 11.            | "É Fato" (part. Gusttavo Lima)                                          |          |  |
| 12.            | "Puro Fogo"                                                             |          |  |
| 13.            | "Pot-Pourri: Mal Acostumada / Cara a Cara, Frente a Frente"             |          |  |
| 14.            | "Efeitos" (part. Jorge)                                                 |          |  |
| 15.            | "Nosso Amor Deu Liga"                                                   |          |  |
| 16.            | "Relaxa"                                                                |          |  |
| 17.            | "Out Door" (part. Willian & Marcelo)                                    |          |  |
| 18.            | "Cuida de Mim Todo Dia" (part. de Lucas & Diogo)                        |          |  |
| 19.            | "Você Mudou (Making Love Out of Nothing at All)"                        |          |  |
| 20.            | "Meninas do Buteco"                                                     |          |  |
| Duração total: | Duração total:                                                          | 01:20:07 |  |

| DVD (Extras) |                      |         |  |
| N.º          | Título               | Duração |  |
| 21.          | "Making Of" (Extras) |         |  |